# Tuulemäe
Tuulemäe – wieś w Estonii, w prowincji Põlva, w gminie Kõlleste.